# CXADR
CXADR (англ. CXADR, Ig-like cell adhesion molecule) – білок, який кодується однойменним геном, розташованим у людей на короткому плечі 21-ї хромосоми. Довжина поліпептидного ланцюга білка становить 365 амінокислот, а молекулярна маса — 40 030.
| 10         |  | 20         |  | 30         |  | 40         |  | 50         |
| ---------- |  | ---------- |  | ---------- |  | ---------- |  | ---------- |
| MALLLCFVLL |  | CGVVDFARSL |  | SITTPEEMIE |  | KAKGETAYLP |  | CKFTLSPEDQ |
| GPLDIEWLIS |  | PADNQKVDQV |  | IILYSGDKIY |  | DDYYPDLKGR |  | VHFTSNDLKS |
| GDASINVTNL |  | QLSDIGTYQC |  | KVKKAPGVAN |  | KKIHLVVLVK |  | PSGARCYVDG |
| SEEIGSDFKI |  | KCEPKEGSLP |  | LQYEWQKLSD |  | SQKMPTSWLA |  | EMTSSVISVK |
| NASSEYSGTY |  | SCTVRNRVGS |  | DQCLLRLNVV |  | PPSNKAGLIA |  | GAIIGTLLAL |
| ALIGLIIFCC |  | RKKRREEKYE |  | KEVHHDIRED |  | VPPPKSRTST |  | ARSYIGSNHS |
| SLGSMSPSNM |  | EGYSKTQYNQ |  | VPSEDFERTP |  | QSPTLPPAKV |  | AAPNLSRMGA |
| IPVMIPAQSK |  | DGSIV      |  |            |  |            |  |            |

A: Аланін

C: Цистеїн

D: Аспарагінова кислота

E: Глутамінова кислота

F: Фенілаланін

G: Гліцин

H: Гістидин

I: Ізолейцин

K: Лізин

L: Лейцин

M: Метіонін

N: Аспарагін

P: Пролін

Q: Глутамін

R: Аргінін

S: Серин

T: Треонін

V: Валін

W: Триптофан

Кодований геном білок за функціями належить до рецепторів клітини-хазяїна для входу вірусу, рецепторів, фосфопротеїнів. 
Задіяний у таких біологічних процесах, як клітинна адгезія, взаємодія хазяїн-вірус, альтернативний сплайсинг. 
Локалізований у клітинній мембрані, мембрані, клітинних контактах, щільних контактах.
Також секретований назовні.